# پیشنس شرمان

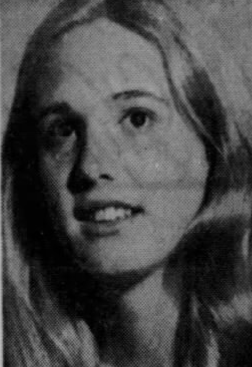
عکس سیاه و سفید از پاتینس شرمن شناگر آزاد المپیک 1964 توکیو تیم ایالات متحده

پیشنس شرمان (به انگلیسی: Patience Sherman) (زادهٔ ۲۰ سپتامبر ۱۹۴۶) شناگر اهل ایالات متحده آمریکا است.